# Pic de Médécourbe
Pic de Médécourbe (lub Medacorba) – szczyt górski w Pirenejach Wschodnich. Administracyjnie położony jest na trójstyku Andory (parafia La Massana), Hiszpanii (prowincja Lleida) i Francji (departament Ariège). Wznosi się na wysokość 2914 m n.p.m.
Na zachód od Pic de Médécourbe usytuowany jest szczyt Pic del Pla de l’Estany (2859 m n.p.m.), na południe Roca Entravessada (2928 m n.p.m.), natomiast na zachodzie położony jest Pic dels Lavans (2896 m n.p.m.). Na południowy wschód od szczytu znajdują się jeziora Estanys Forcats.